# یوکیا کیتامورا
یوکیا کیتامورا (انگلیسی: Yukiya Kitamura؛ زادهٔ ۲۹ آوریل ۱۹۷۴) هنرپیشه اهل ژاپن است.